# DIN 18920
Die DIN 18920 beschreibt den Schutz von zu erhaltenden Einzelbäumen und Vegetationsflächen (Bäume, Sträucher, Gräser, Kräuter). Der Schutz dieser Pflanzen wird gewährt, weil der ökologische, klimatische, ästhetische, schützende oder sonstige Wert bestehender Pflanzen/Pflanzungen durch Ersatz im Regelfall nicht oder erst nach Jahren erreicht wird. Die Norm ist in Deutschland bei der Planung und Durchführung von Arbeiten jeder Art, durch die eine bauliche Anlage hergestellt, instand gehalten, geändert oder beseitigt wird, anzuwenden.
Die Norm ist in 5 Kapitel unterteilt: Anwendungsbereich, Normative Verweisungen, Schadensursachen, Schutzmaßnahmen und Prüfungen. Vom Umfang liegt hierbei der Fokus auf der Beschreibung von den Schutzmaßnahmen. Diese Kapitel ist in 13 Unterkapitel gegliedert.

## Inhalt
Die Norm ist in 5 Kapitel unterteilt: Anwendungsbereich, Normative Verweisungen, Schadensursachen, Schutzmaßnahmen und Prüfungen. Vom Umfang liegt hierbei der Fokus auf der Beschreibung von den Schutzmaßnahmen. Dieses Kapitel ist in 13 Unterkapitel gegliedert.

### Schadensursachen
Anders als DWA-M 162, die auf die Wechselwirkungen zwischen Bäumen und unterirdischen Leitungen eingeht, beschreibt die DIN 18920 lediglich die Ursachen von Schäden an Bäumen. In diesem Zusammenhang werden
- die Bodenverdichtung und Baugrundverfestigung,
- das Versiegeln von Oberflächen,
- der Eintrag von chemischen Stoffen in den Boden,
- die Bodenbewegung in Form von Bodenabtrag, -transport oder -auftrag,
- das Ausheben von Gräben und Baugruben,
- die mechanische Zerstörung von Wurzeln,
- die Austrocknung oder Vernässung von Wurzeln und
- die Zerstörung von Schutzräumen gegen Wind oder Sonne

als Ursachen aufgeführt.

### Schutzmaßnahmen
In dem ersten Unterkapitel „Allgemeines“ wird darauf hingewiesen, dass das Erfordernis, die Art, der Umfang und der Zeitpunkt der Schutzmaßnahmen auf das jeweilige Schutzobjekt und die Baumaßnahme abgestimmt sein muss. Diese Rahmenbedingungen sind bei einer Beurteilung zu prüfen um dann die notwendigen Schutzmaßnahmen festzulegen. In den Unterkapiteln 4.8 bis 4.12, die sich mit dem Schutz vom Wurzelraum befassen, zu den Schutzmaßnahmen wird zunächst ein striktes Verbot von schädlichen Handlungen ausgesprochen, um danach dieses Verbot durch den Verweis auf „begründete Ausnahmefälle“ abzumildern. So heißt es hier, dass im Wurzelbereich keine Böden oder andere Stoffe auf- oder abgetragen, keine Gräben, Mulden und Baugruben hergestellt, keine Gründungen vorgenommen werden dürfen und dass der Wurzelbereich durch äußere Lasten wie beispielsweise das Aufstellen von Baustelleneinrichtungen oder das Befahren nicht geschädigt werden darf. Was einen unvermeidbaren Ausnahmefall ausmacht, wird in der Norm nicht definiert.